# Kleinkastell Robern
Das Kleinkastell Robern, das auch unter den Namen Hönehaus bzw. Hönenhaus bekannt ist, war ein römisches Grenzkastell an der älteren Odenwaldlinie des Neckar-Odenwald-Limes auf dem Gebiet der Gemeinde Fahrenbach im badischen Neckar-Odenwald-Kreis.

## Lage und Forschungsgeschichte

Lage des Kleinkastells

Grundriss und Geländeprofil

Das heutige Bodendenkmal befindet sich im „Kapellenwald“ zwischen dem Limbacher Ortsteil Wagenschwend und dem Fahrenbacher Ortsteil Robern. Es liegt dort zum Fuße eines relativ steilen Abhangs hin, in einem Bereich, in dem dieser ein wenig abflacht.
In der älteren Literatur und im Volksmund wird das Kleinkastell auch Hönehaus oder Hönenhaus genannt, darf aber nicht mit dem gleichnamigen Kleinkastell Hönehaus der jüngeren Odenwaldlinie des Obergermanisch-Raetischen Limes verwechselt werden. In der örtlichen Folklore spielte die ehemalige römische Garnison in einigen Sagen eine gewisse Rolle.
Nachdem das Kastell im Mittelalter und in der Neuzeit durch den Umstand, dass es für Robern und Wagenschwend als günstiger Steinbruch diente, einigen Substanzverlust erlitten hatte, wurde es im Mai 1893 von der Reichs-Limeskommission unter der Leitung des zuständigen Streckenkommissars Karl Schumacher archäologisch untersucht und dokumentiert.
Heute sind die Grundmauern des Kastells konserviert und öffentlich zugängig.

## Befunde
Die Ausgrabungen der Kommission förderten eine nur etwa 400 Quadratmeter große Fortifikation zu Tage, die zuvor noch für einen Wachturm (Wp 10/48) gehalten worden war. Es handelte sich aber um ein zweitoriges Steinkastell mit einem leicht verschobenen quadratischen Grundriss von 20 m Seitenlänge. Die steinerne Umwehrung besaß stark abgerundete Ecken und war vollständig aus rotem Sandstein gebaut. Die Stärke des aufgehenden Mauerwerks, das auf einem Fundament aus kleineren Sandsteinbrocken ruhte, betrug 95 cm bis 104 cm. Am Fuße des Aufgehenden befand sich ein 14 cm bis 18 cm hoher, abgeschrägt vorspringender Sockelgurt. Ursprünglich war die Mauer mit einem weißen Mörtelverputz mit aufgemalten roten Scheinfugen verkleidet.
Der Haupteingang der zweitorigen Anlage befand sich zum Limes hin, auf der Ostseite des Kastells. Er war 2,96 m breit und von 91 cm bis 98 cm mächtigen, eingezogenen Torwangen flankiert. Aus dem Tor führte ein drei Meter breiter Weg mit einer Steinstickung, der den an dieser Stelle fünf Meter breiten Limesbegleitweg kreuzte und zu einer Quelle führte. Das zweite Tor auf der westwärts gewandten Dekumatseite (rückwärtigen Seite) des Lagers bestand aus einem einfachen, nur 1,71 m breiten Durchgang. Ein Wehrgraben war nicht vorhanden.
Im Inneren der Fortifikation befanden sich keine Steingebäude, sondern ausweislich der gefundenen Lehmbrocken lediglich Fachwerkbauten. Über die Besatzung, vermutlich die Vexillatio einer größeren Auxiliareinheit, ist nichts bekannt. Aus dem Kastell stammen einige Gesims- und Deckelsteine sowie ein Relief der Victoria.

Kleinkastell Robern (Zustand Oktober 2009)
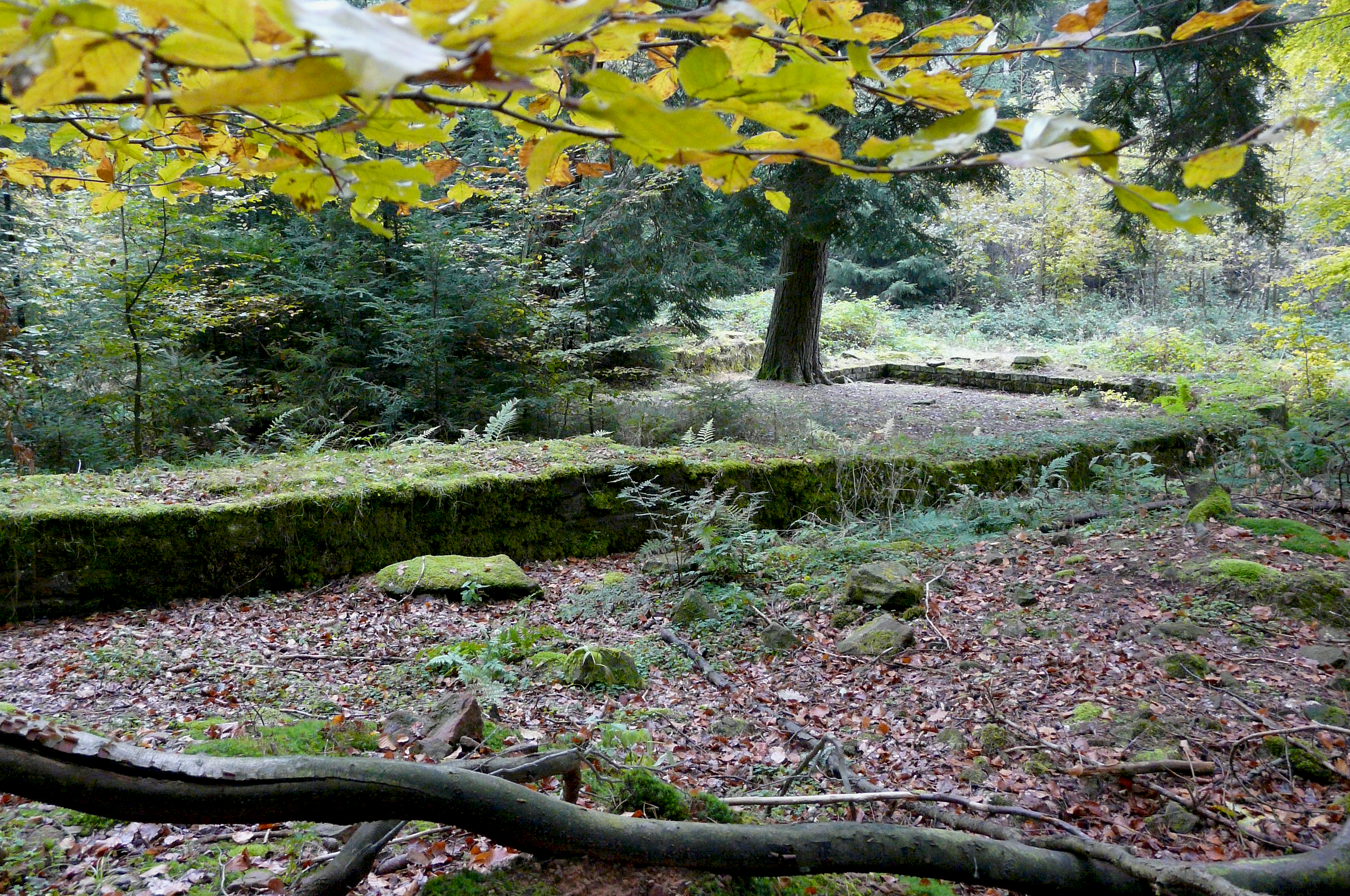
Nordseite
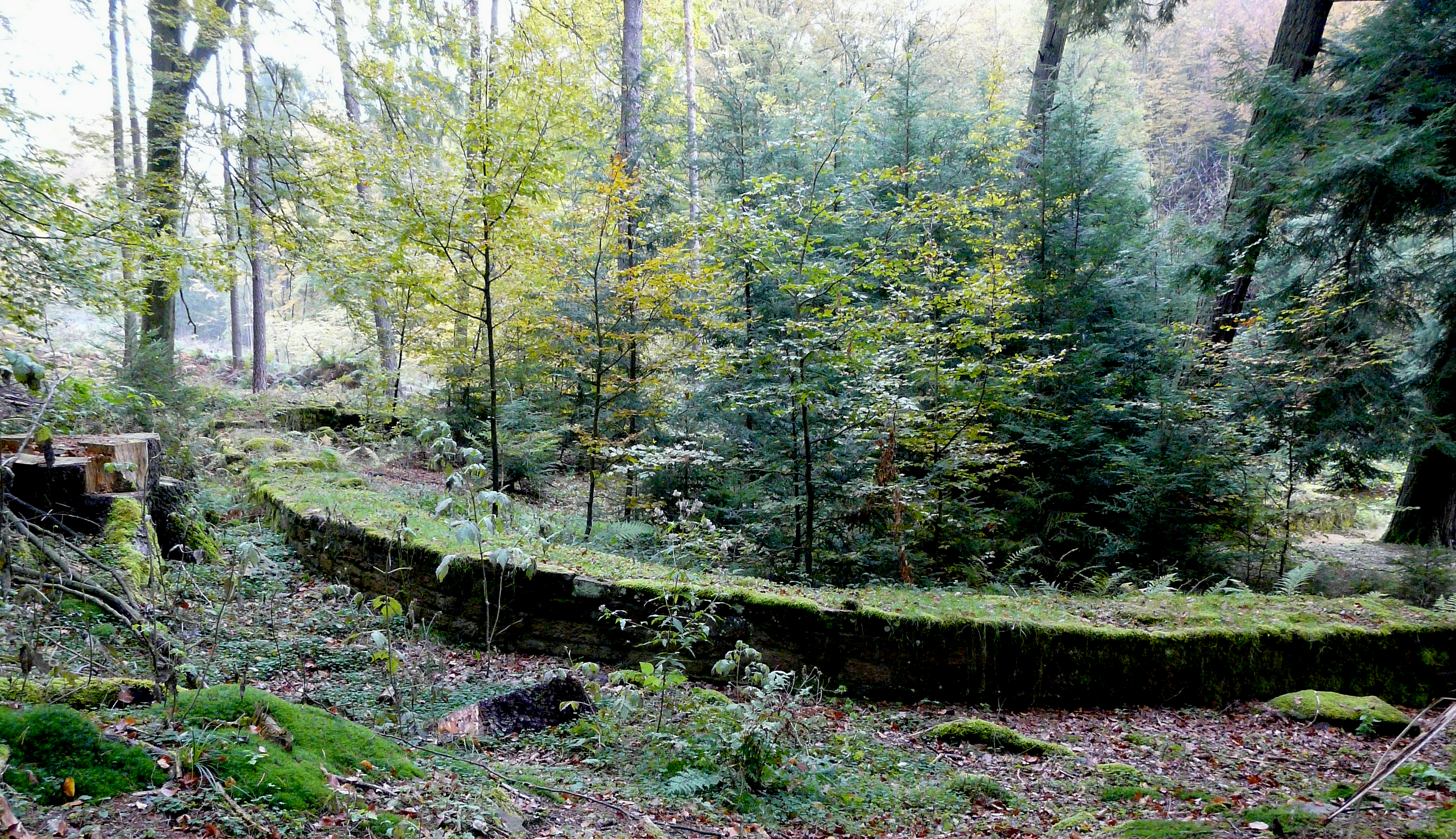
Nordwestecke
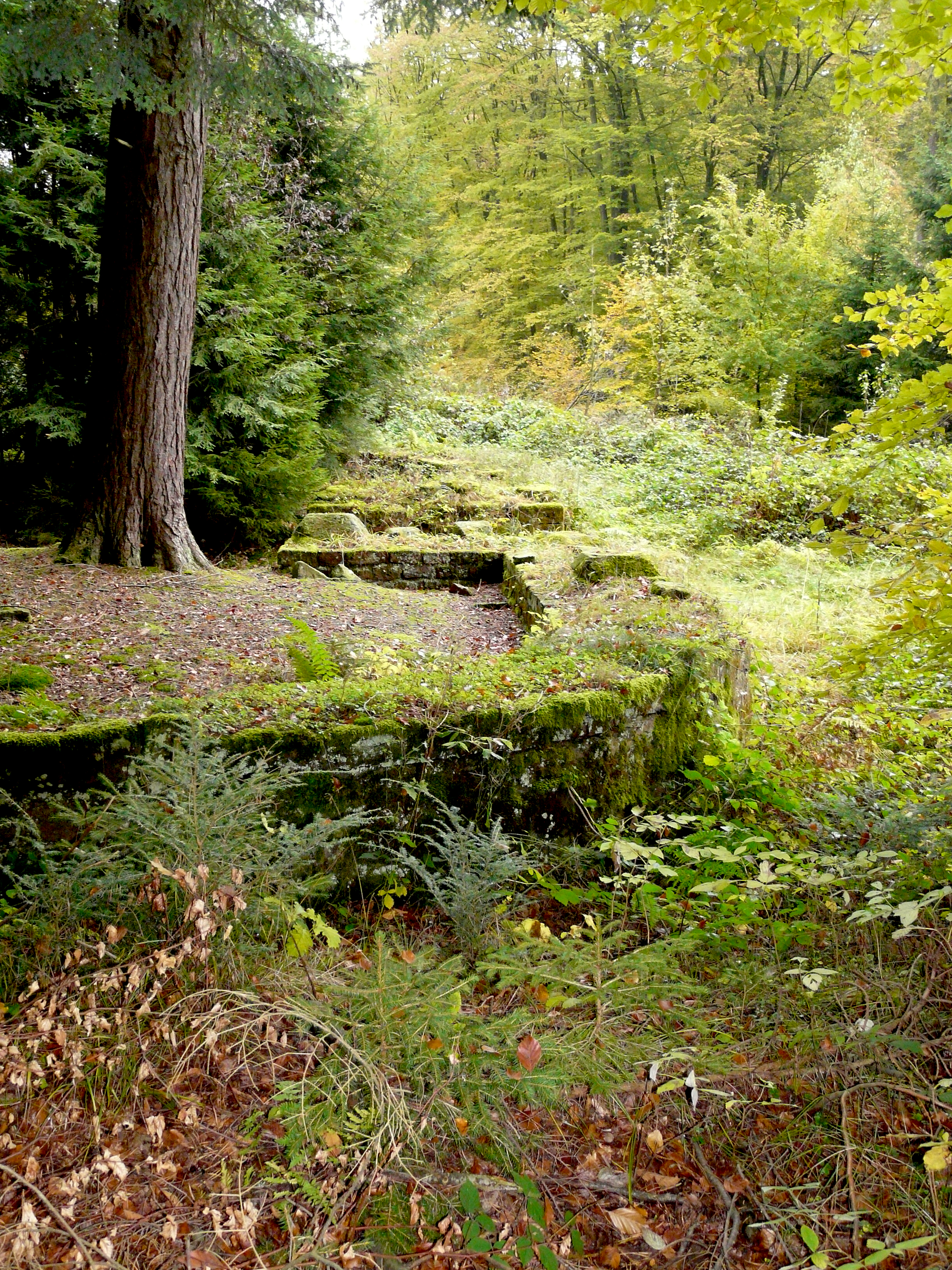
Ostmauer mit Haupteingang
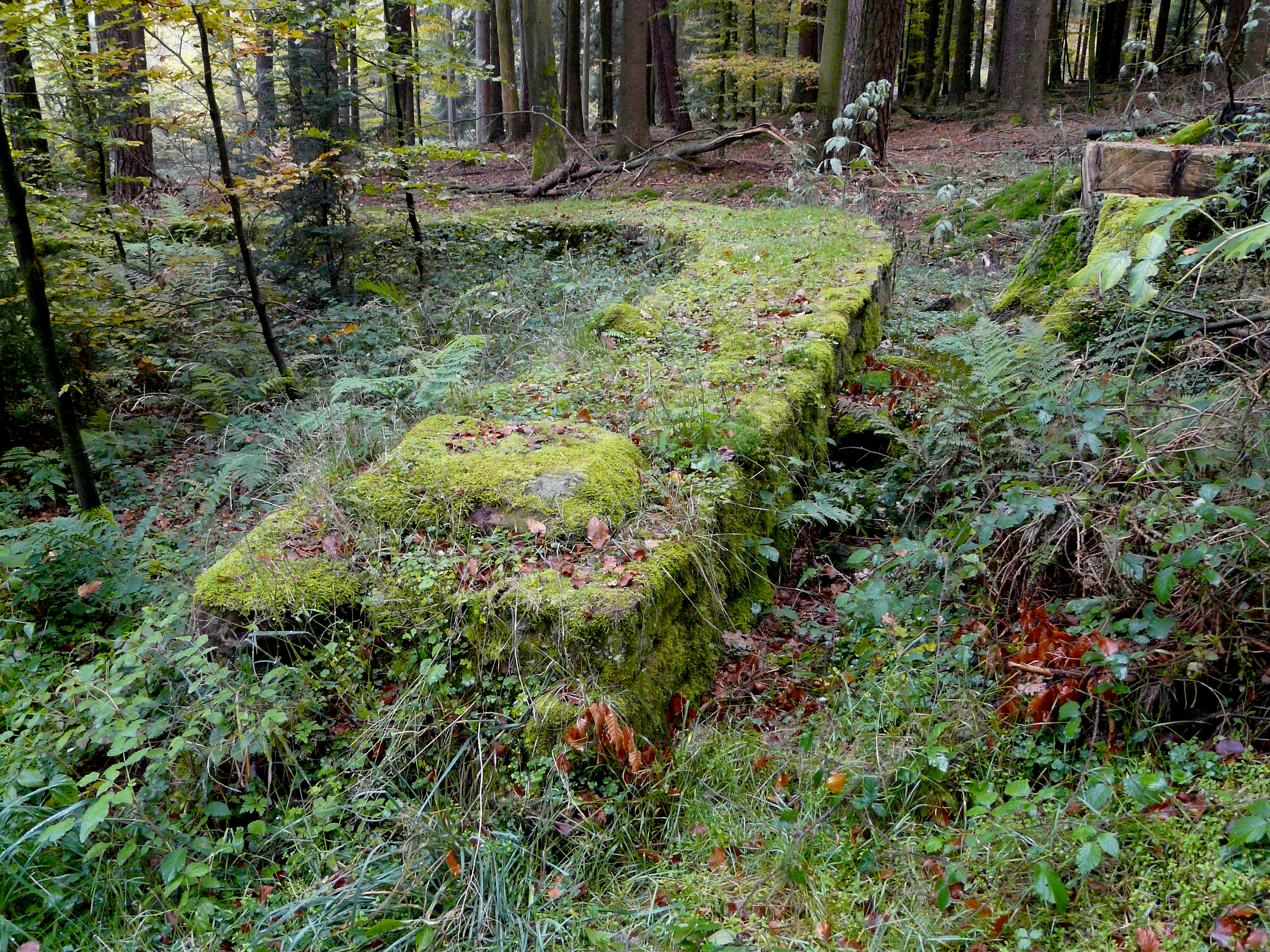
Südlicher Teil der Westmauer von der Porta Decumana aus (im Vordergrund)

## Limesverlauf zwischen den Kleinkastellen Robern und Trienz
Vom Kleinkastell Robern aus zieht der Limes linear in südliche Richtung. Hierbei steigt er zunächst bis zum Wp 10/49 um 20 Höhenmeter an, um anschließend bis zum Kleinkastell Trienz um 75 Meter abzufallen. Auf seinem Weg verlässt er unweit der Robener Fortifikation den Wald, passiert die den Ort Robern umgebenden landwirtschaftlichen Nutzflächen und den Ort selbst und führt südlich des Dorfes durch ein weiteres, schmales Waldstück, bevor er die ehemalige Garnison von Trienz erreicht.
| ORL           | Name/Ort                | Beschreibung/Zustand |
| ------------- | ----------------------- | --- |
| Wp 10/48 = KK | Kleinkastell Robern     | siehe oben |
| Wp 10/49      | „Im Alten Feld“         | durch Steinraub 1862 und Straßenbauarbeiten zwischen 1872 und 1874 noch vor Beginn der Aktivitäten der Reichs-Limeskommission vollständig abgegangene Turmstelle |
| Wp 10/50      | „Brenneisenäcker“       | aufgrund der durchschnittlichen Entfernungen zwischen Limeswachtürmen sowie der topographischen Gegebenheiten vermutete, aber nicht archäologisch nachgewiesene Turmstelle |
| Wp 10/51      | „Auf der Roberner Höhe“ | Stelle eines Steinturm, der bereits vor den Aktivitäten der Kommission in den 1870er Jahren teilweise dem Steinraub anheimfiel. Eine ausführlichere Untersuchung erfolgte nicht, es liegen keine auch nur halbwegs aussagekräftigen Maße vor. Lediglich ein Gesims- und ein Sockelstein, die aus dem Befund stammen, sind gesichert. Der Platz der Turmstelle war gut gewählt, von ihr aus reichte die Sichtverbindung im Norden bis zum Wachturm Wp 10/46 und im Süden über das Kleinkastell Trienz und den Wp 10/53 bis zu den Türmen bei Sattelbach. Die bis zu dieser Turmstelle in Limesflucht verlaufende römische Straße biegt hier in südwestliche Richtung ab. Die RLK konnte die Trasse in diesem Bereich mit einer Breite von rund 4,90 m vermessen. |
| Wp 10/52 = KK | Kleinkastell Trienz     | → Hauptartikel : Kleinkastell Trienz [ 7 ] |

## Denkmalschutz
Das Kleinkastell Robern und die erwähnten Bodendenkmale sind geschützt als Kulturdenkmale nach dem Denkmalschutzgesetz des Landes Baden-Württemberg (DSchG). Nachforschungen und gezieltes Sammeln von Funden sind genehmigungspflichtig, Zufallsfunde an die Denkmalbehörden zu melden.